# Václav Bouška
Václav Bouška (21. srpna 1910 – 20. září 1975) byl český fotbalista, pravý záložník, československý reprezentant.

## Sportovní kariéra
Hrál za SK Kladno (1931–1934), SK Prostějov (1934–1937) a Slavii Praha (1937–1942), s níž získal tři tituly mistra v protektorátní Národní lize (1940, 1941, 1942). V lize odehrál 182 utkání a dal 3 góly. Dvanáctkrát startoval ve Středoevropském poháru.
V československé reprezentaci odehrál v letech 1933–1937 sedm utkání. Do listiny střelců se nezapsal. V roce 1933 jednou startoval i za reprezentační B mužstvo.